# Vladimir Bobrinskij

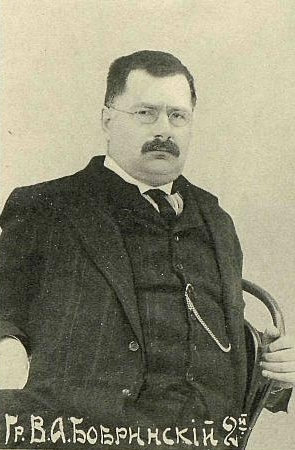
Bobrinskij ca 1910.

Vladimir Aleksejevitj Bobrinskij, född 28 december 1868, död 13 november 1927, var en rysk greve och politiker.
Efter studier i Moskva och en kortare officerstjänstgöring vid gardet blev Bobrinskij president i en distriktsdomstol i Tulaguvernementet. Han var där en stor jorddrott och sockerbruksägare och var sitt guvernements ombud i 2:a, 3:e och 4:e duman. Han anslöt sig där närmast till de konservativa men intog i nationalitetsfrågan en moderat ståndpunkt och uttalade sig bland annat för Polens självstyrelse. Ivrig panslavist ville han stärka det ryska inflytandet på Balkanhalvön och bidrog genom sin agitation för Galiziens och Posens "befrielse" vid första världskrigets utbrott. Efter krigsutbrottet 1914 blev han generalguvernör i det av ryssarna besatta Galizien men måste efter novemberrevolutionen 1917 dra sig tillbaka till Ukraina, där han understödde hetmanen Pavel Skoropadskij. 1919 lämnade han Ryssland och slog sig ned i Paris.